# Prefectura Hyōgo

Harta prefecturii Hyōgo

Prefectura Hyōgo (兵庫県 Hyōgo-ken?) este o prefectură în Japonia.

## Geografie

### Municipii
Prefectura cuprinde 29 localități cu statut de municipiu (市):
- Aioi
- Akashi
- Akō
- Amagasaki
- Asago
- Ashiya
- Awaji
- Himeji
- Itami
- Kakogawa
- Kasai
- Katō
- Kawanishi
- Kobe (centrul prefectural)
- Miki
- Minamiawaji
- Nishinomiya
- Nishiwaki
- Ono
- Sanda
- Sasayama
- Shisō
- Sumoto
- Takarazuka
- Takasago
- Tamba
- Tatsuno
- Toyooka
- Yabu